# AZ Tower
L’AZ Tower est un gratte-ciel de 111 mètres de hauteur, construit à Brno, en République tchèque, de 2011 à 2013. Il abrite des bureaux et des logements.
En 2014, c'est le plus haut gratte-ciel de la République tchèque et le seul gratte-ciel de Brno.
La surface de plancher de l'immeuble est de 15 000 mètres carrés.
Le bâtiment a été conçu dans un style déconstructiviste par l'agence Architektonická kancelář Burian-Křivinka
Une pompe à chaleur régule la température de l'immeuble.